# Vladimir Raičević
Vladimir Raičević (* 2. Mai 1949 in Travnik, Jugoslawien) ist ein serbischer Schachmeister.

## Leben
Raičević erhielt von der FIDE 1975 den Titel Internationaler Meister und 1976 den Großmeistertitel verliehen. Er wird bei der FIDE als inaktiv geführt, da er seit der Belgrader Kvalitetna liga im Oktober und November 2011 keine Elo-gewertete Partie mehr gespielt hat. Am European Club Cup nahm Raičević viermal mit Partizan Belgrad und jeweils einmal mit dem ŠK Radnički Belgrad und dem ŠK Montenegrobanka Podgorica teil, größter Erfolg war der Einzug ins Viertelfinale 1979, 1982 und 1986.

## Turniererfolge
- Sombor 1974, Parcetic Memorial: 3. Platz hinter Jan Timman und Boris Gulko
- Vrnjacka Banja 1976: 1./2. Platz mit Dušan Rajković
- Napretka 1977: 1. Platz
- Sarajevo 1978: 1. Platz
- Bjelovar 1979, Jugoslawische Meisterschaft: 2. Platz hinter Ivan Nemet
- Valjevo 1984: 1. Platz vor Sergey Kudrin